# Nekyia
Nella cultura e nella letteratura greca, la Nekyia (in greco antico: νέκυια?) è un rito attraverso il quale spettri o anime di defunti venivano richiamati sulla terra e interrogati sul futuro, ovvero un rito che oggi definiremmo "necromantico". Una Nekyia, tuttavia, non è necessariamente assimilabile ad una catabasi (discesa nel mondo degli inferi).

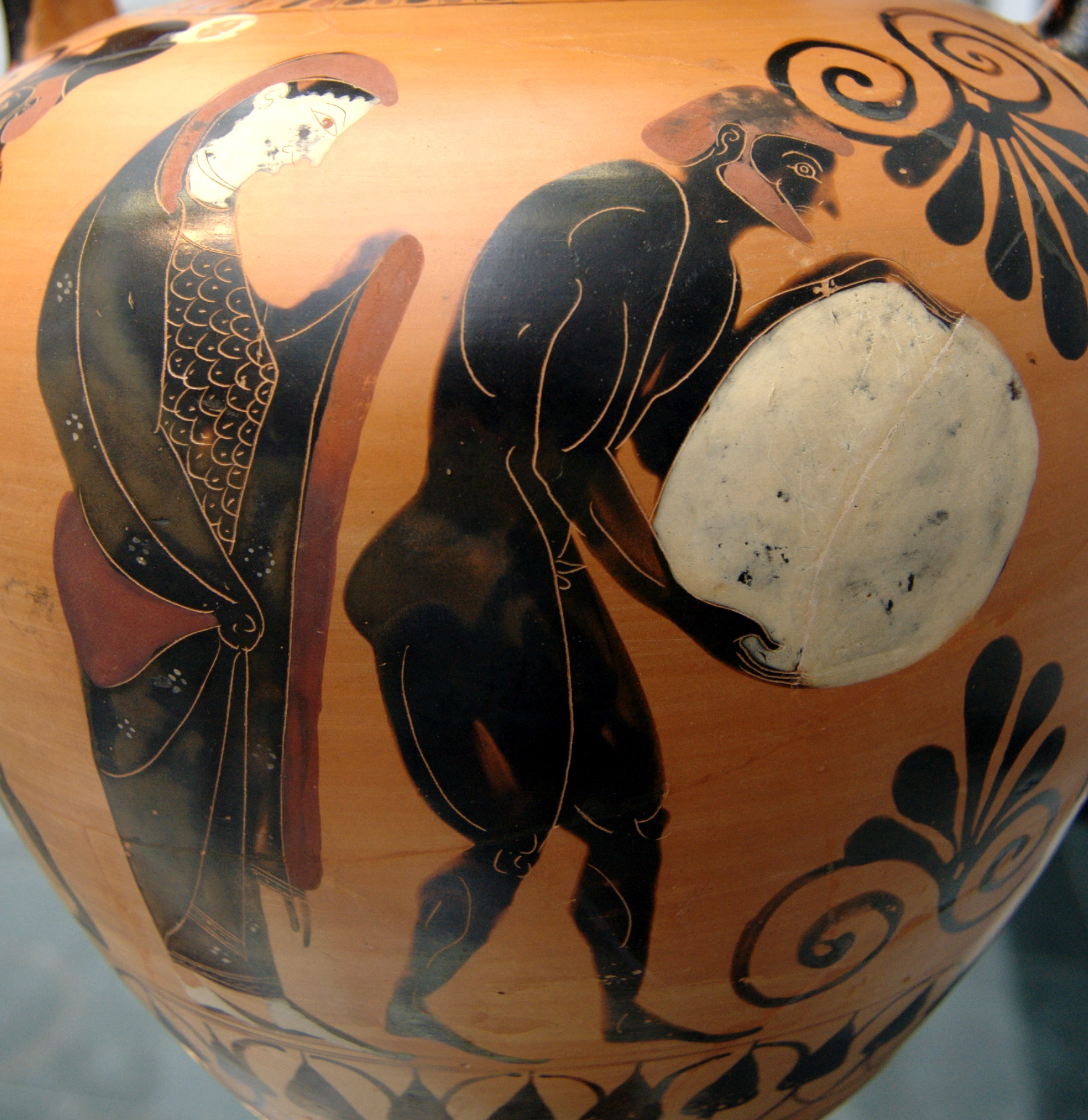
Raffigurazione di una nekyia: Persefone, dea dell'oltretomba, vigila sul defunto Sisifo, costretto perennemente a spingere una roccia, al quale fu concesso di tornare temporaneamente nel mondo dei vivi (lato A di un'anfora attica a figure nere, c. 530 a.C., proveniente da Vulci)

Benché entrambe le possibilità offrano l'occasione di parlare con i defunti, solo la catabasi è il viaggio fisico vero e proprio nell'aldilà, intrapreso da diversi eroi della mitologia greca e romana, come ad esempio Enea (Eneide, VI).
In ogni caso, nella sua comune accezione, il termine Nekyia è usato per riferirsi ad entrambi gli eventi, e ciò accade fin dalla Tarda Antichità, visto che Olimpiodoro il Giovane (vissuto tra il 495 e il 570 d.C.) affermava che tre miti platonici erano classificati come Nekyia.

## Interrogare i fantasmi
Un certo numero di siti, in Grecia e in Italia, erano interamente o in parte dedicati a questa pratica. "L'Aldilà comunicava con la terra tramite canali diretti. Questi erano caverne le cui profondità erano insondate, come quella di Eraclea Pontica. Il più importante era il Necromanteion, nella città di Ephira (attuale Kichyro), nella Grecia Nord-occidentale. Altri oracoli della morte si trovavano a Capo Matapan e a Cuma, in Italia. Queste località specializzate, tuttavia, non erano le sole dove la Negromanzia era praticata. Il rito poteva essere celebrato anche vicino ad una tomba. Gli dèi associati con la Nekyia erano Ade e sua moglie Persefone, così come Ecate ed Hermes (nel suo ruolo di psicopompo, ovvero la figura che accompagna i defunti nell'Oltretomba).

## L'Odissea
Il più antico riferimento a questa pratica ci viene dal Libro XI dell'Odissea, che nell'antichità classica era chiamato Nekyia. Odisseo era stato incaricato di compiere un viaggio di un tipo molto diverso rispetto a quello cui era abituato, trovando la via per le sale dell'Ade, attraverso il Fiume Oceano, passando per la terra dei Cimmeri. Lì egli consulta l'anima dell'indovino Tiresia (egli, infatti, mantiene la sua facoltà intellettiva solo perché Persèfone glielo concede) riguardo alle possibilità di ritornare a casa, ad Itaca, in un contesto oscuro di sacrificio negromantico, pieno di rumori inquietanti e circondato da spiriti. Odisseo sacrifica un montone ed una pecora nera (e prima di questi una offerta di latte e miele, poi di vino, una terza di acqua, il tutto cosparso di farina d'orzo) in una fossa, per permettere a Tiresia di berne il sangue e incontrare e parlare con le anime degli eroi defunti.
La storia del viaggio di Odisseo nell'Ade fu seguita da altri racconti di viaggi simili intrapresi da altri eroi, come quello di Enea, sebbene ve ne siano altri, come la Catabasi (dal greco κατάβασις) di Eracle, che, nella sua tradizione, presenta elementi vistosamente diversi dalla Nekyia. Questo viaggio nel mondo dei morti è diventato un topos (in grecο τόπος).
Il drammaturgo ateniese Eschilo rappresentò l'uso di "Nekyiai" vicino alle tombe in due sue opere, I Persiani e Le Coefore.

## Jung
Carl Gustav Jung usò il concetto di Nekyia come parte integrante della sua Psicologia Analitica. "La Nekyia (...) è l'introversione della mente cosciente negli strati più profondi della psiche incosciente". Per Jung "la Nekyia non è una caduta nell'abisso distruttiva e priva di scopo, ma una significativa Catabasi, il cui obiettivo è il ripristino dell'intero uomo".
Jolande Jacobi aggiunse che "Questa 'grande Nekyia' è intrecciata con innumerevoli esperienze di Nekyiai minori".

## Un Viaggio Notturno sul Mare
Jung usò le immagini della Nekyia, del "viaggio notturno sul mare, la discesa nell'ombelico del Mostro (viaggio all'inferno)" e della Catabasi (discesa nel mondo inferiore) in modo quasi interscambiabile. I seguaci a lui più vicini le vedevano come indistinguibili metafore per "una discesa nei caldi, oscuri orizzonti dell'inconscio, un viaggio verso l'inferno e la morte", enfatizzando per esempio il fatto che "il grande arco del viaggio notturno sul mare include diversi ritmi minori, archi minori sullo stesso modello primordiale". Proprio come la Nekyia.
Il Post-Jungiano James Hillman, in ogni caso, fece alcune chiare distinzioni tra le due cose:
"La discesa nell'Oltretomba può essere distinta in diversi modi dal viaggio notturno sul mare dell'eroe: egli ritorna dal viaggio in una forma migliore per affrontare i doveri della vita, dove invece la Nekyia trascina l'anima nel profondo solo per la sete di se stessa, e quindi non ha un 'ritorno'. Il viaggio notturno è ulteriormente marcato dalla costruzione di un impeto interiore, dove invece la Nekyia va al di sotto di questo contenimento sotto pressione, temperando il fuoco della passione, fino ad una zona di freddo assoluto. L'immagine del Diavolo ancora perseguita le paure del nostro inconscio e le latenti psicosi che presumibilmente si celano lì, e ancora ci rivolgiamo ai metodi del Cristianesimo (moralizzazione, varietà di emozioni, condivisione, e ingenuità infantile) come propiziazione contro le nostre paure, invece della classica discesa al loro interno, la Nekyia dentro l'immaginazione. Solo dopo questa Nekyia Freud, come Enea, che ha trasportato l'anziano padre sulle spalle, può finalmente entrare a 'Roma'"

## Riferimenti Culturali
La concezione della Nekyia di Thomas Mann attinge abbondantemente dalle dottrine dell'Oriente, dallo Gnosticismo e dall'Ellenismo.
Jung considerava il primo periodo blu di Picasso come un simbolo della Nekyia, una discesa nell'inferno e nell'oscurità.
Oggi "Nekyia" è un nome assunto da diversi gruppi artistici e musicali.